# Teodoto di Bisanzio
Teodoto di Bisanzio (latino: Theodotus; floruit II secolo), anche noto come Teodoto il conciatore e Teodoto il calzolaio, fu il fondatore degli Adozionisti o Monarchiani dinamici o Teodoziani, una corrente del movimento teologico del Monarchianismo.
Teodoto era un conciatore di Bisanzio con una discreta cultura, che formulò una propria posizione cristologica. Attorno al 189 si recò a Roma, ma nel 190 fu scomunicato da papa Vittore I; cionondimeno il suo movimento crebbe fino al secolo successivo, anche per merito del suo discepolo Teodoto il cambiamonete.
Secondo quanto raccontato da Ippolito di Roma, Teodoto era vicino alle posizioni della corrente proto-ortodossa, ma se ne distaccava in quanto, avvicinandosi a Cerinto, riteneva che Gesù fosse semplicemente un uomo (psilos anthropos) nato da una vergine, che visse come gli altri uomini, e che era molto pio tanto che, al suo battesimo nel Giordano, il Cristo entrò in lui sotto forma di colomba; da quel momento fu "adottato" come figlio di Dio, e per questo motivo Gesù non poté fare miracoli (dynameis) finché lo  Spirito (che Teodoto chiamò Cristo) non discese su di lui.